# ジュール・ベンシェトリ
ジュール・ベンシェトリ（Jules Benchetrit、1998年4月17日 - ）は、フランスの俳優。

## 経歴

### 家族
ジュール・ベンシェトリは監督で俳優のサミュエル・ベンシェトリ（1973年 - ）と女優のマリー・トランティニャン（1962年 - 2003年）の息子である。
5歳の時に、リトアニアのヴィリニュスに滞在中の母親が当時交際中の歌手ベルトラン・カンタ（ロック・バンド「ノワール・デジール」のリードボーカル）に殴られ、転倒したことが原因で亡くなる。
2018年6月30日に父親のサミュエル・ベンシェトリが歌手で女優のヴァネッサ・パラディと結婚し、彼女が継母となる。
母方の祖父母は、俳優で監督のジャン＝ルイ・トランティニャン（1930年 - ）と監督のナディーヌ・トランティニャン（1934年 - ）。
俳優で監督のヴァンサン・トランティニャン（1973年 - ）の甥、俳優のクリスチャン・マルカン（1927年 - 2000年）とセルジュ・マルカン（1930年 - 2004年）の大甥（姪孫、妹の孫、姪の息子）、レーシング・ドライバーのルイ・トランティニャン（1903年 - 1933年）とモーリス・トランティニアン（1917年 - 2005年）の曾姪孫（兄弟の曾孫、甥の孫）にあたる。
また、1986年生まれの俳優ロマン・コリンカ（マリー・トランティニャンとミュージシャンのリシャール・コリンカの息子）と1993年生まれのポール・クリュゼ（マリー・トランティニャンと俳優フランソワ・クリュゼの息子）の異父弟でもある。

### キャリア
ブラッサイ高校で写真を学ぶ。
父親が監督した『Chez Gino』（2011年）と『アスファルト』（2015年）の2作品で映画界でのキャリアを始める。
2018年にはルドヴィク・ベルナール監督の映画『パリに見出されたピアニスト』で主演を務める。
同作品の演技で第44回セザール賞の有望男優賞の候補に挙がったが、最終ノミネートには至らなかった。

## 主な出演作品
- Chez Gino (2011) - 少年期の主人公ジーノ役
- ソフィー・マルソーの秘められた出会い Une rencontre (2014) - ルイ役
- アスファルト Asphalte (2015) - シャルリ役
- パリに見出されたピアニスト Au bout des doigts (2018) - マチュー・マリンスキー役